# Bremond
Bremond é uma cidade localizada no estado norte-americano de Texas, no Condado de Robertson.

## Demografia
Segundo o censo norte-americano de 2000, a sua população era de 876 habitantes. 
Em 2006, foi estimada uma população de 893, um aumento de 17 (1.9%).

## Geografia
De acordo com o United States Census Bureau tem uma área de 
2,3 km², dos quais 2,3 km² cobertos por terra e 0,0 km² cobertos por água. Bremond localiza-se a aproximadamente 140 m acima do nível do mar.

## Localidades na vizinhança
O diagrama seguinte representa as localidades num raio de 32 km ao redor de Bremond. 